# Microchilus tequendamae
Microchilus tequendamae är en orkidéart som beskrevs av Paul Ormerod. Microchilus tequendamae ingår i släktet Microchilus och familjen orkidéer. Inga underarter finns listade i Catalogue of Life.